# Zinacantepec
Zinacantepec là một đô thị thuộc bang México, México. Năm 2005, dân số của đô thị này là 136167 người.